# Слобідське (Харківський район)
Слобідське (до 2 квітня 2016 року Фрунзе) — селище в Україні, у Вільхівській громаді Харківському районі Харківської області. Населення становить 449 осіб. Колишній орган місцевого самоврядування — Кулиничівська селищна рада.

## Географія
Селище Слобідське знаходиться на лівому березі річки Немишля, нижче за течією на відстані 3,5 км розташоване село Бражники, на протилежному березі — селище Прилісне. На річці споруджена невелика загата.

## Історія
12 червня 2020 року, розпорядженням Кабінету Міністрів України № 725-р «Про визначення адміністративних центрів та затвердження територій територіальних громад Харківської області», увійшло до складу Вільхівської сільської громади.
19 липня 2020 року, в результаті адміністративно-територіальної реформи та ліквідації Харківського району(1923—2020), селище увійшло до складу новоутвореного Харківського району.